# Lomovtsev
Lomovtsev (en rus: Ломовцев) és un poble (un khútor) de l'óblast de Rostov, a Rússia, segons el cens rus del 2010 tenia 45 habitants. Pertany al districte de Tsimliansk.